# Washita (Oklahoma)
Pour les articles homonymes, voir Washita.
Washita est une census-designated place du comté de Caddo, dans l'État d'Oklahoma, aux États-Unis,. En 2020, elle compte une population de 83 habitants.